# 布萊恩·哈巴那
布萊恩·哈巴那（英語：Bryan Habana，1983年6月12日—），生于南非约翰内斯堡，是一名南非男子橄榄球运动员。他曾随队参加2007年世界盃橄欖球賽，最终球队获得冠军，他本人也成为该届赛事的达阵王。

## 外部連結
- Stormers profile
- statistics on itsrugby.co.uk （页面存档备份，存于）
- Springbok Hall of Fame （页面存档备份，存于）